# Ровина, Хана
Хана Ровина (1 апреля 1893 или 30 сентября 1892, Березино, Минская губерния — 3 февраля 1980, Тель-Авив) — российская и израильская актриса

 театра Габима.

## Биография
Родилась в Березино, ныне Минской области Белоруссии, в 1892 году в семье Давида и Сары-Ривки Рубиных. Училась в Варшаве, преподавала в детском саду. С 1914 года на театральной сцене.
Одна из основателей театра «Габима». Ученица Константина Станиславского и Е. Вахтангова. В 1922 году Евгений Вахтангов поставил спектакль «Гадибук» по пьесе Ан-ского, с Ханой Ровиной в главной роли. «Габима» становится академическим театром, спектакль показывают в Европе и США. С 1918 по 1926 год Х. Ровина в составе театра «Габима» работала в Москве. С 1928 года жила в Эрец-Исраэль. Лауреат Государственной премии Израиля (1956).
Дочь — актриса и певица Илана Ровина (1934-2020).

## Сценография
- Вечная песнь (1914)
- Бал у истоков (1918)
- Диббук (1922) — Лея[5][6][7]

## Фильмография
- «Сабра» («Цабар») (режиссёр Александр Форд, 1933)[8]